# Haemulon vittata
Haemulon vittata är en fiskart som först beskrevs av Poey, 1860.  Haemulon vittata ingår i släktet Haemulon och familjen Haemulidae. Inga underarter finns listade i Catalogue of Life.